# 제품 번들링
제품 번들링(Product bundling) 또는 묶음판매전략은 마케팅에서 여러 제품이나 서비스를 하나의 결합된 제품 또는 서비스 패키지로 판매하는 것이다. 이는 많은 불완전 경쟁 제품 및 서비스 시장에서 공통적으로 나타나는 특징이다. 실무에 종사하는 산업에는 통신 서비스, 금융 서비스, 의료, 정보 및 가전 제품이 포함된다. 소프트웨어 번들은 워드 프로세서, 스프레드시트 및 프레젠테이션 프로그램을 단일 오피스 제품군으로 포함할 수 있다. 케이블 TV 업계에서는 많은 TV 및 영화 채널을 단일 계층 또는 패키지로 묶는 경우가 많다. 패스트 푸드 산업은 별도의 식품 품목을 "식사 거래"(meal deal) 또는 "가치 있는 식사"(value meal)로 결합한다.
제품의 번들은 패키지 딜(package deal)이라고도 한다. 녹음된 음악이나 비디오 게임, 편집물 또는 박스 세트, 또는 출판, 앤솔러지 등에서 사용된다.
대부분의 기업은 제품이나 서비스를 개별 가격으로 별도로 판매할지 또는 제품 조합을 "번들 가격"이 요구되는 "번들" 형태로 판매해야 하는지 여부를 결정해야 하는 다중 제품 또는 다중 서비스 기업이다. 가격 묶음은 많은 산업(예: 은행, 보험, 소프트웨어, 자동차)에서 점점 더 중요한 역할을 하고 있으며 일부 회사는 묶음에 대한 비즈니스 전략을 구축하기도 한다. 묶음 가격 책정에서 기업은 고객이 모든 상품이나 서비스를 별도로 구매하는 경우보다 낮은 가격으로 패키지나 상품 또는 서비스 세트를 판매한다. 번들 가격 책정 전략을 추구하면 기업은 할인을 통해 고객이 평소보다 더 많이 구매하도록 유도함으로써 이익을 늘릴 수 있다.

## 같이 보기
- 경쟁법
- 컴필레이션 음반
- 패키지 투어
- 가격 차별
- 제품 관리
- 소프트웨어 블롯